# 17 Pułk Piechoty Liniowej
17 Pułk Piechoty Liniowej – polski pułk piechoty okresu powstania listopadowego.

## Formowanie i zmiany organizacyjne
Po abdykacji Napoleona, car Aleksander I wyraził zgodę na odesłanie oddziałów polskich do kraju. Miały one stanowić bazę do tworzenia Wojska Polskiego pod dowództwem wielkiego księcia Konstantego. 13 czerwca 1814 pułkowi wyznaczono miejsce koncentracji w Siedlcach.  Pułk nie został jednak odtworzony, bowiem etat armii Królestwa Polskiego przewidywał tylko 12 pułków piechoty. Nowe pułki piechoty sformowano dopiero po wybuchu powstania listopadowego. Rozkaz dyktatora gen. Józefa Chłopickiego z 10 stycznia 1831 nakładał obowiązek ich organizowania na władze wojewódzkie. 17 pułk piechoty tworzony był w województwie płockim.
Sformowany w 1931 pułk pierwotnie występował pod nazwą: 1 Pułk Województwa Płockiego. Zgodnie z etatem pułk miał składać się ze sztabu i trzech batalionów piechoty liniowej po cztery kompanie, winien liczyć 57 oficerów, 216 podoficerów, 40 muzykantów, i 2355 szeregowych frontowych i 27 żołnierzy niefrontowych. W sumie w pułku miało służyć 2695 żołnierzy.
W sierpniu 1831 skreślono ze stanu armii internowaną w Prusach 2 Dywizję Piechoty dowodzoną przez gen. Giełguda. Powstała nowa 6 Dywizja Piechoty. Pułk wszedł w jej skład.
Walczący w składzie korpusu gen. Ramorino pułk, w nocy z 16 na 17 września, wraz z pozostałymi jednostkami korpusu przekroczył pod Borowem koło Zawichostu granicę austriacką i został internowany.

## Żołnierze pułku
Pułkiem dowodzili:
- płk Wacław Sierakowski (22 III 1831 – 14 VII 1931)
- ppłk Paweł Witkowski (14 VII 1931 – ).

## Walki pułku
Pułk brał udział w walkach w czasie powstania listopadowego.
Po sformowaniu pułk został skierowany do Modlina i tam pozostał do lipca 1831. W ostatnich dniach lipca dwa bataliony pułku przerzucone zostały nad Bzurę, w rejon ujścia Rawki i weszły w skład wojsk przewidzianych do odparcia ataku feldmarszałka Iwana Paskiewicza. Do planowanej akcji zaczepnej nie doszło i w połowie sierpnia bataliony powróciły do Modlina.  Pod koniec sierpnia pułk przydzielony został do nowo utworzonej 6 Dywizji Piechoty i wraz z nią 23 sierpnia opuścił Warszawę. W Modlinie pozostał oddział złożony z 5 oficerów i 172 szeregowych. Pułk maszerując przez Garwolin – Łuków dotarł pod Międzyrzecz. Tu walczył w bitwie pod Rogożnicą. Pościg zakończył się jednak niepowodzeniem i korpus gen. Ramorino zawrócił na Siedlce. Potem zdecydowano się iść na południe na Łuków – Opole. Naciskany przez wojska rosyjskie, w nocy z 16 na 17 września pułk wraz z pozostałymi jednostkami korpusu przekroczył pod Borowem koło Zawichostu granicę austriacką. Załoga Modlina skapitulowała 9 października 1831.
Bitwy i potyczki:
- Rogoźnica (29 sierpnia)
- Warszawa (6 i 7 września)
- Opole (15 września)

W nocy 16/17 września 1931 pułk przekroczył pod Borowem koło Zawichostu granicę austriacką.
W 1831 roku, w czasie wojny z Rosją, żołnierze pułku otrzymali 4 złote i 2 srebrne krzyże Orderu Virtuti Militari.

## Uzbrojenie i umundurowanie
Uzbrojenie podstawowe piechurów stanowiły karabiny skałkowe. Pierwotnie  było to karabiny francuskie wz. 1777 (kaliber 17,5 mm), później zastąpione rosyjskimi z fabryk tulskich wz. 1811 (kaliber 17,78 mm). Poza karabinami piechurzy posiadali bagnety i tasaki (pałasze piechoty). Wyposażenie uzupełniała łopatka saperska, ładownica na 40 naboi oraz pochwa na bagnet.
Umundurowanie piechura składało się z granatowej kurtki i sukiennych, białych spodni. Poszczególne pułki miały odmienne kolory naramienników, wyłogów oraz kołnierzy. Używano czapek czwórgraniastych. Po reformie w roku 1826 wprowadzono pantalony zapinane na guziki. Czapki czwórgraniaste zastąpiono kaszkietami z czarnymi daszkami i białymi sznurami. Na kaszkiecie znajdowała się blacha z orłem, numer pułku oraz ozdobny pompon.
Wyłogi niebieskie, naramienniki granatowe z wypustką.